# Лазурі-де-Беюш
Лазурі-де-Беюш (рум. Lazuri de Beiuș) — село у повіті Біхор в Румунії. Адміністративний центр комуни Лазурі-де-Беюш.
Село розташоване на відстані 374 км на північний захід від Бухареста, 64 км на південний схід від Ораді, 93 км на захід від Клуж-Напоки, 129 км на північний схід від Тімішоари.

## Населення
За даними перепису населення 2002 року у селі проживали 372 особи, з них 371 особа (99,7%) румунів. Рідною мовою 371 особа (99,7%) назвала румунську.